# Anoplosigerpes tessmanni
Anoplosigerpes tessmanni es una especie de mantis de la familia Hymenopodidae.

## Distribución geográfica
Se encuentra en  Camerún.